# Arroyo Cardozo (Arroyo Malo)
Der Arroyo Cardozo ist ein Fluss in Uruguay.
Er entspringt auf dem Gebiet des Departamento Tacuarembó einige Kilometer südöstlich von Piedra Sola und des Cerro Piedra Sola. Von dort verläuft er in östliche Richtung, bis er rund zwei Kilometer südöstlich von Paso Cardoso nordwestlich von Curtina als rechtsseitiger Nebenfluss in den Arroyo Malo mündet.